# Mécanisme de coopération et de vérification
Le Mécanisme de Coopération et de Vérification (MCV) est une mesure de sauvegarde mise en place en 2006 par la Commission Européenne. Le MCV est utilisé lorsqu'un nouvel État-membre de l'Union européenne échoue à respecter ses engagements pris lors des négociations d'adhésion en termes de liberté, de sécurité, de justice ou de politique de marché unique. 
En pratique, il n'a été utilisé que deux fois, dans le cadre de l'adhésion de la Bulgarie et de la Roumanie à l'UE.
Conçu comme un dispositif provisoire, le MCV pour la Bulgarie et la Roumanie est clôturé en 2023. À la place, la Commission s'attend désormais à ce que chaque nouvel État-membre rejoigne l'UE sans aucune insuffisance nécessitant une surveillance spécifique.

## Contexte

### Périodes de transition temporaires
Lors des négociations pour l'adhésion d'un nouvel État à l'UE, les parties s'accordent à laisser une période de transition temporaire au nouvel État. De fait, cette dérogation lui permet d'appliquer certaines parties de l'acquis communautaire plus longues à mettre en œuvre, comme les régulations environnementales. Ce type de dérogation peut également être accordé à un (ou plusieurs) États-membres pour lui permettre de mettre en œuvre une nouvelle législation européenne au niveau national.
Dans certains cas, la dérogation peut être permanente. Certains États peuvent solliciter et négocier une clause dérogatoire à un texte, qu'elle soit majeure (stipulée dans un traité) ou de moindre envergure, comme l'exemption de la Suède de l'interdiction du snus (formulée dans la législation européenne). Tant les dérogations que le MCV suspendent l'application de certaines dispositions du droit européen pour certains États.

### Une adhésion sous conditions
Le MCV est une dérogation permanente à l'application de certains textes, qui ne peut être levée qu'à  condition de remplir l'intégralité des objectifs exigés par les rapports annuels de la Commission européenne. Ce système est similaire à celui des dérogations à la zone euro et à l'espace Schengen pour les nouveaux États, dont les conditions sont imposées par des rapports de la Commission. Le MCV diffère de la procédure de coopération renforcée, qui permet aux États membres de déroger à certains règlements ou directives lorsqu'ils le souhaitent.

## Fondements juridiques
Les traités de l'Union stipulent entre autres que :
« Si la Bulgarie ou la Roumanie n'a pas donné suite aux engagements qu'elle a pris dans le cadre des négociations d'adhésion, y compris les engagements à l'égard de toutes les politiques sectorielles qui concernent les activités économiques ayant une dimension transfrontalière, et provoque ainsi, ou risque de provoquer à très brève échéance, un dysfonctionnement grave du marché intérieur, la Commission peut, pendant une période pouvant aller jusqu'à trois ans à compter de la date d'adhésion, à la demande motivée d'un État membre, ou de sa propre initiative, adopter des règlements ou décisions européens établissant des mesures appropriées. »

— Traité d’adhésion de la République de Bulgarie et de la Roumanie (2005), art. 37.
« Si de graves manquements ou un risque imminent de graves manquements sont constatés en Bulgarie ou en Roumanie en ce qui concerne la transposition, l'état d'avancement de la mise en œuvre ou l'application des décisions-cadres ou de tout autre engagement, instrument de coopération et décision afférents à la reconnaissance mutuelle en matière pénale adoptés sur la base du titre VI du traité sur l'Union européenne, et des directives et règlements relatifs à la reconnaissance mutuelle en matière civile adoptés sur la base du titre IV du traité instituant la Communauté européenne, ainsi que des lois et lois-cadres européennes adoptées sur la base de la partie III, titre III, chapitre IV, sections 3 et 4, de la Constitution, la Commission peut, pendant une période pouvant aller jusqu'à trois ans à compter de l'adhésion, à la demande motivée d'un État membre ou de sa propre initiative et après avoir consulté les États membres, adopter les règlements ou décisions européens établissant des mesures appropriées en précisant les conditions et les modalités de leur application. »

— Traité d’adhésion de la République de Bulgarie et de la Roumanie (2005), art. 37.

## Mise en œuvre et évolution

### Entrée en vigueur des MCV
Le 13 décembre 2006, la Commission établit les critères de référence des deux pays dans le MCV :
- Les critères de référence pour la Roumanie portent sur l’efficacité et la transparence du système judiciaire, les institutions clés dans des domaines tels que l’intégrité et la lutte contre la corruption à tous les niveaux, ainsi que la prévention de la corruption[4].
- Les critères de référence pour la Bulgarie portent sur des questions telles que l’indépendance, le professionnalisme et l’efficacité du système judiciaire, la lutte contre la corruption et les mesures prises pour lutter contre la criminalité organisée[4].

Ces mesures entrent en vigueur le jour de l'adhésion, le 1er janvier 2007.
La Commission précise, en 2007, que « lorsqu'elles ont intégré l'UE le 1er janvier 2007, la Roumanie et la Bulgarie avaient encore des progrès à réaliser en termes de réforme judiciaire, de lutte contre la corruption et le crime organisé. Pour faciliter l'entrée de ces deux pays et, par la même occasion, garantir le fonctionnement de ses politiques et institutions, l'UE a décidé d'établir un "Mécanisme de Coopération et de Vérification" pour les aider à résoudre ces problèmes. ».

### Évolution
Dans le cadre du MCV, la Commission publie tous les six mois des rapports sur les progrès réalisés par les deux pays en matière de réforme judiciaire et de lutte contre la corruption ; et, concernant la Bulgarie, sur la lutte contre le crime organisé.
En 2013, la Croatie rejoint l'Union européenne sans être sujette à un Mécanisme de Coopération et de Vérification.
En 2019, la Commission demande la levée du MCV pour la Bulgarie, signifiant que les évolutions du pays ne sont plus suivies et rapportées via le MCV, mais à travers le rapport annuel sur l'État de droit, comme pour tous les autres États-Membres. En 2022, la Commission demande la même levée pour la Roumanie.

## Clôture
En juillet 2023, la vice-présidente de la Commission européenne, Věra Jourová, annonce que la Commission demande au Conseil et au Parlement de mettre fin au MCV pour la Bulgarie et la Roumanie. Le mécanisme est officiellement clôturé le 15 septembre 2023.